# パイクリート

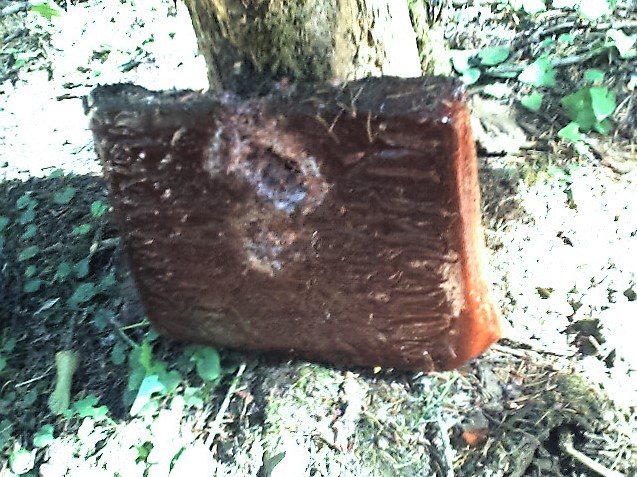
パイクリートの塊。中央の穴は銃弾の跡。

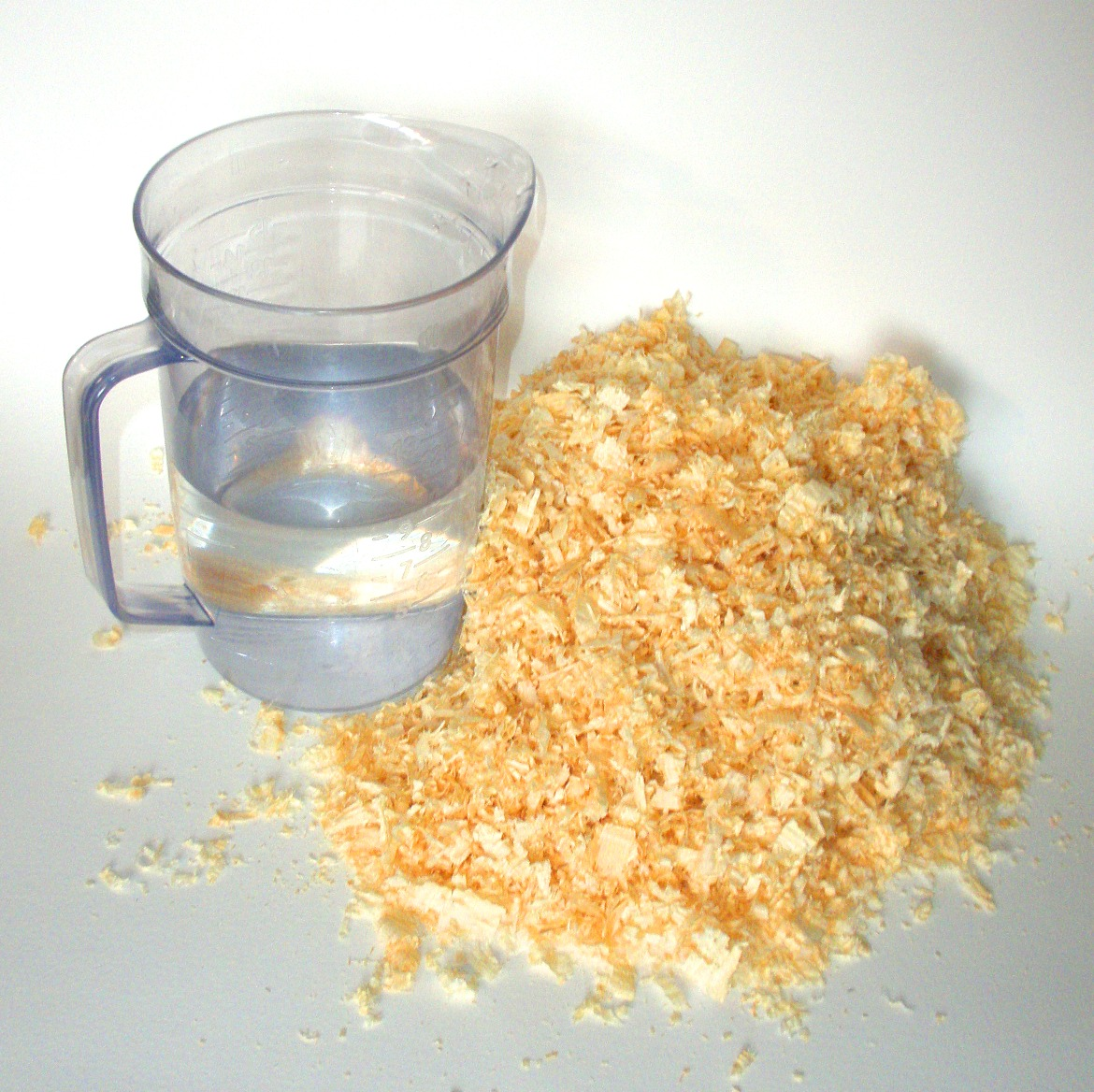
パイクリートは86%の水と14%のパルプを原材料として作成される。

パイクリート (pykrete) とは、氷山空母を作るための候補材料としてジェフリー・パイクが考案した複合材料である。

## 概要
重量比、14%の木材のパルプ（おがくずや紙等）と86％の水を混ぜ合わせて凍らせた複合材料。巨大空母を作るための候補材料としてジェフリー・パイクによって考案された。通常の氷と比べ、熱伝導率の低さによる低融解性、パルプを混ぜたことによる高強度、高靭性などの特性を持つ。
パイクリートと氷にライフルの銃弾を撃ち込んだところ、パイクリートは破壊されず表面にクレータを作り銃弾は食いこんで止まったのに対して、氷は破壊された、との試験結果がある
。アメリカのTV番組『Mythbusters』（日本での番組名は『怪しい伝説』）の番組企画において「氷でボートを製作」する実験検証がアラスカ州ケチカンで行われたが、事前の模型実験においてパイクリートは通常の氷と比較して圧倒的な不融性と耐久性を発揮したものの、パルプの代わりに新聞紙を使用した「改良型パイクリート」の方が耐久性が高かった為、実際のボートは新聞紙を含んだ氷で制作され、船外機による動力で湾内の航海を行った。